# Vanessa Peretti
Vanessa Jackeline Gómez Peretti (sinh ngày 21 tháng 3 năm 1986) là người mẫu và Hoa hậu Quốc tế Venezuela 2006. Cô ấy cao 1,80 m (5 ft 11 in).
Peretti là người phụ nữ khiếm thính đầu tiên tham gia cuộc thi Hoa hậu Venezuela, khi cô đại diện cho bang Sucre. Cô dự thi Hoa hậu Quốc tế 2007 vào ngày 15 tháng 10 tại Nhật Bản với một người phụ nữ khiếm thính khác, Sophie Vouzelaud đến từ Pháp. Peretti được phân loại trong Top 15 bán kết. Đây là lần đầu tiên trong lịch sử Hoa hậu Quốc tế, hai thí sinh khiếm thính tham gia sự kiện này.